# Заради сестри
Заради сестри (англ. Bad Sisters) — ірландський комедійний телесеріал, розроблений Шерон Горган, Дейвом Фінкелем і Бреттом Бером. Дія відбувається в Дубліні, а зйомки відбуваються в Ірландії, він заснований на бельгійському серіалі «Клан», створеному Малін-Сарою Гозін. Перші дві серії вийшли в ефір 19 серпня 2022 року. Apple TV+ продовжила серіал на другий сезон 8 листопада 2022 року, і почала випуск епізодів 13 листопада 2024 року.
Перший сезон отримав схвальні відгуки критиків і отримав премію Пібоді 2022 року. Він отримав дванадцять провідних номінацій на 19-й церемонії нагородження Ірландської кіно- та телевізійної премії, вигравши чотири, включаючи «за найкращу драму», і отримав нагороду Британської телевізійної академії за найкращий драматичний серіал на BAFTA Awards 2023 разом із двома додатковими перемогами. Перший сезон отримав чотири номінації на 75-й церемонії вручення нагород «Еммі» в прайм-тайм, включно з «Найкращою жіночою роллю у драматичному телесеріалі» для Горган.

## Сюжет
П'ять сестер Гарві — Єва, Грейс, Урсула, Бібі та Бека — живуть у Дубліні. Після того, як жорстокий чоловік Грейс, Джон Пол, несподівано помирає, сестри опиняються в центрі розслідування щодо страхування життя. Серіал перемикається між часовими шкалами: одна — до смерті Джона Пола, в якій сестри Грейс планують убити свого зятя, та інша, після його смерті, — в якій рішучий страховий агент намагається довести зловмисну причетність сестер, щоб врятувати свій бізнес, що бореться за виживання.

## Акторський склад

### Головний
- Шерон Горган[en] — Єва Гарві, старша сестра сім'ї Гарві. Захищає своїх молодших сестер, піклуючись про них після смерті їхніх батьків, вона самотня, оскільки її безпліддя вплинуло на її минулі стосунки. Вона вступає в конфлікт з Джоном Полом через його поводження з її сестрою Грейс і племінницею Бланайд. Єва та Джон Пол є колегами в архітектурній фірмі, і подальший конфлікт виникає, коли обоє подають заявку на те саме підвищення.
- Енн-Марі Дафф[en] — Грейс Райлі (уроджена Гарві, раніше — Вільямс), друга старша сестра родини Гарві. Дружина Джона Пола та мати Бланайд, вона контролюється та регулярно принижується своїм чоловіком, від якого вона має мінімальну незалежність. Її стосунки з сестрами стають віддаленими через її постійну потребу захищати погану поведінку свого чоловіка.
- Єва Бертістл — Урсула Гарві (раніше Флінн), середня сестра родини Гарві. Дружина Донала та мати трьох дітей, один із яких має синдром Дауна, працює медсестрою та перебуває у позашлюбних стосунках зі своїм інструктором із фотографії Беном. Вона вступає в конфлікт із Джоном Полом після того, як він дізнається про її роман, погрожує повідомити її чоловікові та обманом змушує надіслати йому свої оголені фото.
- Сара Грін[en] — Бібі Гарві, друга наймолодша сестра родини Гарві. Лесбійка, вона одружена з Норою і є матір'ю прийомного сина. Вона втратила праве око в автокатастрофі, яку спричинив Джон Пол. Вона стала поштовхом до рішення сестер вбити Джона Пола.
- Ів Г'юсон — Бека Гарві, наймолодша сестра родини Гарві. Масажистка з прагненнями відкрити власну студію, вона вступає в конфлікт з Джоном Полом після того, як він відмовляється від своєї обіцянки інвестувати в її бізнес. Бека починає стосунки з Метью Клаффіном, не підозрюючи, що він і його зведений брат розслідують смерть Джона Пола.
- Браян Глісон[en] у ролі Томаса («Тома») Клаффіна, страхового агента компанії «Claffin & Sons», яка має поліс страхування життя Джона Пола. Нещодавно Томас очолив сімейний бізнес, яким його батько погано керував, перш ніж покінчити життя самогубством. Знаючи, що врегулювання позову призведе до банкрутства, він сповнений рішучості уникнути виплати, довівши провину сестер Гарві в нечесній грі.
- Деріл МакКормак — Метью («Метт») Клаффін, зведений брат Томаса. Колишній басист лондонської групи, Метью приходить працювати в «Claffin & Sons» після смерті свого батька. Він починає стосунки з Бекою, не підозрюючи, що вона є підозрюваною в його страховому розслідуванні.
- Ассаад Буаб[fr] у ролі Габріеля (сезон 1), колеги Єви та Джона Пола. Він починає дружбу з Євою, яку вона помилково сприймає як романтичний інтерес. Він відкриває їй, що він гей, хоча не на роботі.
- Клес Банг у ролі Джона Пола «Джі Пі» Вільямса (сезон 1), чоловіка Грейс, батька Бланейд та колеги Єви. Маніпулятивний і жорстокий чоловік, він повністю контролює життя своєї дружини та доньки, та вступає в конфлікт з іншими сестрами Гарві. Він нещодавно помер на початку серіалу, але обставини його смерті невідомі.
- Оуен МакДоннелл[en] — Іан Райлі (сезон 2), новознайдений чоловік Грейс на початку другого сезону.
- Таддеа Грем[en] у ролі Уни Хуліхан (сезон 2), молодого, наполегливого та ясноокого детектива, якій доручено працювати з детективом Лофтусом, щоб розкрити справу, пов'язану зі смертю батька Джона Пола.
- Баррі Вард[en] у ролі Фергала Лофтуса (сезон 1-2), інспектор ґарди.
- Саш Квінн[d] у ролі Бланайд «Бла» Вільямс (сезон 1-2), 12-річної доньки Грейс і Джона Пола.
- Майкл Смайлі[en] в ролі Роджера Малдуна (сезон 1-2), сусіда Грейс і Джона Пола, який очолює місцеву молодіжну церковну групу.
- Фіона Шоу в ролі Анжеліки Малдун (сезон 2), незграбної сестри Роджера, яка зав'язала закадровий зв'язок з Грейс, але він закінчився на поганій ноті.

### Повторюваний
- Ясмін Акрам — Нора Гарві, дружина Бібі.
- Пітер Кунан[en] у ролі Бена (сезон 1), художника та вчителя фотографії, який має роман з Урсулою.
- Ллойд Хатчінсон у ролі Джеральда Фішера (сезон 1), боса Єви та Джона Пола.
- Сеана Керслейк[en] у ролі Терези Клаффін (1 сезон), вагітної дружини Томаса.
- Ніна Норен[sv] у ролі Мінни Вільямс (сезон 1), матері Джона Пола, яка страждає на деменцію.
- Джонджо О'Ніл[en] у ролі Донала Флінна, чоловіка Урсули, який працює фельдшером.
- Пітер Клеффі[en] в ролі Джо Волша (сезон 2), нове кохання Беки.

## Епізоди
| Сезон | Епізоди | Епізоди | Оригінальний випуск | Оригінальний випуск |
| Сезон | Епізоди | Епізоди | Перший випуск       | Останній випуск     |
| ----- | ------- | ------- | ------------------- | ------------------- |
| 1     | 10      | 10      | 19 серпня 2022      | 14 жовтня 2022      |
| 2     | 8       | 8       | 13 листопада 2024   | 24 грудня 2024      |

### Сезон 1 (2022)
| № серії (загалом) | № серії (в сезоні) | Назва серії                      | Режисер(и)        | Teleplay by                            | Оригінальна дата виходу |
| --- | ------------------ | -------------------------------- | ----------------- | -------------------------------------- | ----------------------- |
| 1 | 1                  | «Мудак»                          | Дервла Волш       | Шерон Горган, Дейв Фінкель і Бретт Бер | 19 серпня 2022          |
| У спогаді, сестри Гарві влаштовують святкову вечірку в будинку Єви, де Джон Пол ображає і гніває майже всіх. Наступного дня він відмовляється дозволити Ґрейс зустрітися з її сестрами на Форті Фут для щорічного різдвяного ранкового плавання родини Гарві. Інші сестри нарікають на те, як змінилася Грейс через «мудака» Джона Пола. Коли Урсула каже, що Джон Пол зрештою помре природною смертю, Бібі каже, що вони можуть «протягнути природі руку допомоги». Сестри жартома пропонують способи вбити швагра. У теперішньому, сестри збираються на похорон Джона Пола. Запізнюючись, Бека стає перед мотоциклістом Меттом, через що той повертає та розбивається. Метт і його зведений брат Том, — страхові агенти за полісом страхування життя Джона Пола, відвідують похорон і розмовляють з Грейс та її сестрами. Пізніше Метт знову зустрічає Беку в барі, не підозрюючи, що вона — одна з сестра Грейс, і та дає йому свій номер. Том пояснює Метту, що сімейний бізнес збанкрутує, якщо їм доведеться платити за значним полісом страхування життя Джона Пола. Брати Клаффіни повинні довести нечесну гру, щоб уникнути виплати. |                    |                                  |                   |                                        |                         |
| 2 | 2                  | «Підсмажити покидька»            | Дервла Волш       | Дейв Фінкель і Бретт Бер               | 19 серпня 2022          |
| У спогаді, Урсула займається сексом зі своїм інструктором по фотографії, Беном. Прогулюючись після цього Дубліном, Урсула та Бен зустрічають Джона Пола, який ставиться до них з підозрою. Напередодні церемонії миропомазання Єва водить Бланайд за покупками. Пізніше Джон Пол помічає бюстгальтер у спальні Бланейд і сперечається з Грейс щодо покупки невідповідної білизни для дитини. Бланайд розповідає, що попросила свою тітку Єву купити їй бюстгальтер, оскільки вона не могла попросити батьків. На вечірці після миропомазання Джон Пол звинувачує Єву в сексуалізації і грумінгу Бланейд, а Грейс звинувачує Єву в тому, що вона вкрала її момент, купивши перший бюстгальтер її доньці. Джон Пол висміює безпліддя Єви і називає її «фригідною сукою». Тоді Єва та Бібі планують підірвати Джона Пола, поки він залишався у своїй віддаленій хатині в графстві Віклов після походу. Єва купує квитки на концерт для Грейс і Бланайд, щоб побачити Ліззо того ж вечора. Коли вони вважають, що Джон Пол спить, Єва та Бібі пробираються в хижину, включають газ і запалюють свічку. Незабаром вона вибухає, і вони чують крик Джона Пола. Не маючи змоги спати через болісні пухирі на ногах, він вийшов на вулицю, щоб покликати Єву, і не постраждав. У теперішньому, Метт і Том опитують Грейс і підозрюють, що вона щось приховує. |                    |                                  |                   |                                        |                         |
| 3 | 3                  | «Подрібнена печінка»             | Дервла Волш       | Шерон Горган                           | 26 серпня 2022          |
| У сьогоденні Метт і Том інтерв'юють Урсулу. У ретроспективних сценах Джон Пол шпигує за Урсулою, коли вона виходить із готелю з Беном і цілує його. Джон Пол вступає з нею в конфронтацію, погрожуючи розповісти про це її чоловікові Доналу, якщо вона не припинить роман. Коли Урсула розповідає Єві та Бібі, вони розкривають їй свій план вбивства, але Урсула відмовляється брати участь в ньому. Під час сімейного великоднього зібрання Джон Пол крадькома перевіряє телефон Урсули та знаходить секстинг із Беном. Змінивши номер Бена в її телефоні на свій власний, він обманом змушує Урсулу надіслати йому свою оголену фотографію. Він пересилає зображення та її текст-повідомлення Доналу. Урсула біжить до лікарні, де вони з Доналом працюють, дістає його телефон із шафки та видаляє повідомлення, перш ніж Донал встигає їх прочитати. Після цього випадку Урсула доєднується до плану Єви та Бібі та здобуває отруту, щоб зробити смерть Джона Пола схожою на зупинку серця. Єва замінює отруєну печінку печінкою в холодильнику Грейс, знаючи, що Грейс і Бланейд не постраждають, оскільки її їсть лише Джон Пол. Однак Грейс впускає печінку на підлогу під час приготування вечері та годує нею собаку. Наступного ранку Грейс зі сльозами телефонує Єві, щоб сказати їй, що собака померла. У теперішньому Бека і Метт йдуть на побачення і цілуються. |                    |                                  |                   |                                        |                         |
| 4 | 4                  | «Крихітка Бека»                  | Жозефіна Борнебуш | Карен Коган                            | 2 вересня 2022          |
| У спогаді Бека пропонує свій бізнес-план масажної терапії Джону Полу та радіє, коли він погоджується їй допомогти. Обурюючись на часті візити сусіда Роджера, Джон Пол приєднується до онлайн-форуму церковної групи Роджера, видаючи себе за 10-річного хлопчика. Бланайд критикує Грейс за те, що вона не має роботи чи справ поза домом, на відміну від матерів її друзів. Мінна показує Беці старий фотоальбом із фотографіями Джона Пола в одязі його сестри; Бека дізнається, що Джон Пол топив жаб у молоці. Після того, як Бека вносить депозит за оренду студії з її кредитної картки, Джон Пол посилає Грейс сказати Беці, що він ніколи не збирався допомагати їй «фінансово». Засмучена зрадою Джона Пола, Бека розмовляє з Урсулою, яка розповідає Беці про свій роман і про те, як Джон Пол обманом змусив її надіслати йому її оголену фотографію. Після того, як Джон Пол і Грейс програли паб-вікторину Єві та Бібі, Джон Пол публічно критикує Грейс. Бека конфліктує з Джоном Полом у туалеті пабу щодо позики та його цькування Урсули. Після того, як інші сестри дізнаються, що у Джона Пола є оголена фотографія Урсули, Єва конфліктує з ним і розбиває його телефон. Єва неохоче погоджується, що Бека може взяти участь у їхній змові вбити Джона Пола. У сьогоденні Метт і Том йдуть зустрітися з Беккою, щоб дізнатися про смерть Джона Пола. Бека і Метт здивовані, побачивши одне одного. |                    |                                  |                   |                                        |                         |
| 5 | 5                  | «Око за око»                     | Жозефіна Борнебуш | Алве Кіоган                            | 9 вересня 2022          |
| Сестер Гарві запрошено пограти в пейнтбол на день народження Джона Пола. Далі в минулому Джон Пол водить машину необачно, щоб налякати Бібі, знаючи, що її батьки загинули в автокатастрофі. Джон Пол розбиває машину, в результаті чого Бібі втрачає праве око, а у нього залишається діра в задній частині черепа. Бібі, лучниця з нагородами, планує вбити Джона Пола, стріляючи замороженими кульками фарби в м’яке місце на потилиці. Поки вона цілиться, Бека штовхає її. Бібі промахується і засліплює іншого чоловіка на одне око. Вона спустошена тим, що завдала такої ж травми комусь іншому. Єва ходить на побачення зі своїм колегою по роботі, Габріелем. Вони повертаються до плавучого будинку Габріеля та цілуються, але коли Єва починає роздягатися, Габріель зізнається, що він — гей. У теперішньому, Метт і Том беруть інтерв’ю у Бібі, чия дружина, Нора, розповідає, що вони обоє ненавиділи Джона Пола. Дружина Тома розповідає Метту, як отримати доступ до замкненої шухляди в офісі «Claffin and Sons», де він знаходить передсмертну записку свого батька. Вважаючи, що його батько помер від випадкового передозування, Метт сердито б'є Тома за приховування цієї інформації, і брати сваряться. Том розповідає, що їхній батько використовував страхові внески своїх клієнтів, щоб фінансувати свій спосіб життя, не оформляючи їхні поліси. Поліс Джона Пола з виплатою в разі смерті 875 000 євро ніколи не був зареєстрований. |                    |                                  |                   |                                        |                         |
| 6 | 6                  | «Сплеск»                         | Жозефіна Борнебуш | Деніел Каллен                          | 16 вересня 2022         |
| Джон Пол повертається додому й бачить, як Грейс танцює в їхньому саду з їхнім неодруженим сусідом Роджером. Джон Пол подає анонімну скаргу про те, що Роджер є педофілом, що призводить до того, що поліція заарештовує та допитує Роджера та вилучає його комп’ютер. Сестри Гарві придумують новий план — накачати Джона Пола наркотиками, щоб той втопився у ванні. Вони пробираються в його будинок і «накачують» його спрей для носа; він повертається рано, що змушує їх ховатися. Після того, як він користується спреєм, він непритомніє на своєму ліжку. Сестри готуються перенести його у ванну, але він раптово прокидається. У стані «сп'яніння» він мочиться у своїй шафі, потім сідає в машину і їде до пристані. Сестри дивляться, як він сідає на човен, але випадає за борт. |                    |                                  |                   |                                        |                         |
| 7 | 7                  | «Спочивай з миром»               | Ребекка Гатвард   | Перрі Бальтазар                        | 23 вересня 2022         |
| Сестри спостерігають, як Габріель зі свого плавучого будинку пірнає у воду і рятує Джона Пола, який пізніше прокидається в лікарні через підозру в спробі покінчити життя самогубством. Він наполягає, що хтось намагається його вбити. Джон Пол повертається на роботу, де вони з Євою проходять співбесіду на те саме підвищення. Джон Пол розповідає Джеральду про попередні проблеми психічного здоров’я та алкоголізм Єви, намагаючись переконати його не давати їй підвищення. Бека робить масаж Мінні, матері Джона Пола, коли вона згадує морозильну камеру в підвалі, до якої завжди ходить Джон Пол. Після того, як Мінна засинає, Бека досліджує морозильну камеру, де вона знаходить заморожений труп Джорджа, батька Джона Пола, захований під екземплярами таксидермії. У теперішньому, Томас переконує інспектора Лофтуса схвалити ексгумацію трупа Джона Пола. Він каже Метту триматися подалі від Беки. Метт ігнорує дзвінки Беки та заважає їй планувати побачення. |                    |                                  |                   |                                        |                         |
| 8 | 8                  | «Гірка правда»                   | Ребекка Гатвард   | Пол Говард                             | 30 вересня 2022         |
| У спогаді Джон Пол відвідує свого батька Джорджа, який працює у своїй підвальній майстерні таксидермії. Джон Пол просить позику в кілька тисяч євро на покриття витрат, але його батько відмовляє. Потім Джордж починає давитися скляним очним яблуком. Джон Пол розглядає можливість виконати маневр Геймліха, але замість цього дозволяє Джорджу померти і ховає тіло в морозильній камері. Бека вирішує вбити Джона Пола, замкнувши його в тій же морозилці. На роботі Джона Пола підвищують над Євою, що змушує Габріеля посваритися з Джоном Полом. Джон Пол, який бачив Габріеля на побаченні з іншим чоловіком, каже Габріелю, що Єва розкрила, що він гей. Засмучений Габріель залишає роботу та каже Єві, що не хоче з нею розмовляти. Бека ховається в шафі, і коли вона бачить, що хтось зайшов до морозильної камери, вона замикає двері. У теперішньому інспектор Лофтус і команда поліцейських ексгумують тіло Джона Пола. Метт відвідує Бекку, яка розповідає йому, що минулої ночі сиділа вдома й чекала його. Потім вони розповідають, що відчувають один до одного справжні почуття, і починають секс, але Метт не може досягти ерекції. Коли він йде на кухню за склянкою води, Бека перевіряє його телефон і бачить повідомлення від Томаса про те, що тіло Джона Пола викопано. Бека поспішає на цвинтар, де бачить команду Гарда навколо могили Джона Пола. Вона попереджає Єву, Урсулу та Бібі, які панікують і хвилюються, що потрапять до в’язниці. Єва дізнається, що Бека спала з Меттом Клаффіном, і свариться з Беккою та іншими її сестрами. |                    |                                  |                   |                                        |                         |
| 9 | 9                  | «Ситуація вийшла з-під контролю» | Ребекка Гатвард   | Шерон Горган і Алве Кіоган             | 7 жовтня 2022           |
| Джон Пол приходить на зібрання у Єви вдома, і Бека розуміє, що вона не замкнула його в морозилці. Вона біжить до будинку Мінни, але не може потрапити всередину. Вона бачить, як Джон Пол доставляє Мінні продукти, а Джон Пол знаходить тіло своєї матері в морозильній камері. Він переносить Мінну до її ліжка і дзвонить у поліцію, щоб сказати, що вона померла уві сні. Пізніше він кидає тіло свого батька в ставок за їхнім будинком. Бека засмучена і вірить, що вбила Мінну. Джон Пол і Грейс підіймаються до свого щойно відбудованого котеджу та запрошують решту сестер Гарві зустрітися з ними наступного дня. Туди прибуває Роджер і свариться з Джоном Полом, кажучи, що він знає, що це він підставив його в справі про педофілію. Роджер каже що прощає Джона Пола і йде геть; Грейс бачить його через вікно. Усі сестри розходяться своїми дорогами, і прокидаються за підозрілих обставин. Наступного ранку вони йдуть до котеджу, щоб відсвяткувати день народження Грейс, де вони знаходять плачучу Грейс, яка каже, що Джон Пол мертвий. |                    |                                  |                   |                                        |                         |
| 10 | 10                 | «Урятувати Ґрейс»                | Ребекка Гатвард   | Шерон Горган                           | 14 жовтня 2022          |
| Грейс і Джон Пол вечеряють у котеджі. Вона намагається ініціювати з ним секс, але він не може одержати ерекцію. Він покладає вину за свою еректильну дисфункцію на сексуальний контакт з Євою близько 10 років тому. Він розповідає, що зґвалтував Єву і та завагітніла, але врешті-решт у неї стався викидень. Почувши це, розлючена Грейс хапає піжаму Джона Пола і душить його нею. Вона спускається вниз і починає в’язати; вона дивиться фільм «Айседора», де Айседора Дункан гине через те, що її шарф заплутується в осі її автомобіля. Вона одягає Джона Пола і за допомогою Роджера садить його на всюдихід, обертає шарфом навколо його шиї та осі, щоб виглядало так, ніби це стало причиною його смерті. Вона зізнається в цьому своїм сестрам. Метт, розслідуючи смерть, знаходить фільм і пряжу, і розуміє, як смерть Джона Пола була інсценована. Бека намагається покінчити життя самогубством через відчуття провини в смерті Мінни, але Єва зупиняє її прямо перед тим, як вона повинна випити пентобарбітал. Сестри обговорюють, як Грейс вбила Джона Пола, але Метт підслухав їхню розмову. Сестри погоджуються не пред'являти претензій щодо полісу страхування життя, а натомість Метт спалює докази та обіцяє не розкривати поліції, що Грейс зробила з Джоном Полом. Грейс і Бланайд переїжджають до Єви. |                    |                                  |                   |                                        |                         |

### Сезон 2 (2024)
| № серії (загалом) | № серії (в сезоні) | Назва серії            | Режисер(и)                 | Teleplay by                    | Оригінальна дата виходу |
| --- | ------------------ | ---------------------- | -------------------------- | ------------------------------ | ----------------------- |
| 11 | 1                  | «Добрі сестри»         | Дервла Волш                | Шерон Горган                   | 13 листопада 2024       |
| Через два роки після смерті Джона Пола, Грейс збирається вийти заміж за Іана, Урсула розлучилася, а Бібі та її дружина намагаються завести ще одну дитину. Весільні гуляння затьмарюються через Роджера, який мучиться почуттям провини та приховує невзаємні почуття до Грейс, а також приїзд сестри Роджера, Анжеліки. Останки батька Джона Пола знаходять у валізі, зануреній у ставку, що спонукає поліцію відновити розслідування справ родини Вільямс. Роджер каже Грейс, що хоче піти в поліцію, що викликає у неї паніку. Грейс розповідає Іану про те, як помер Джон Пол. Наступного ранку Бланайд біжить до будинку Єви, щоб повідомити, що Іан пропав, а Грейс не може перестати плакати. |                    |                        |                            |                                |                         |
| 12 | 2                  | «Каяття»               | Дервла Волш                | Шерон Горган                   | 13 листопада 2024       |
| Ґрейс стає дедалі більше засмученою після зникнення Іана. Виявлення телефону Іана, захованого у ванній кімнаті Грейс, разом із закривавленим одягом у пральній машині викликає підозри. Сестри закликають Роджера не звертатися в поліцію, проте Анжеліка вже дізналася про обставини смерті Джона Пола. Анжеліка починає втручатися в сімейні справи сестер, сіючи розбрат між Бібі та її дружиною. Детектив Лофтус і Хуліхан посилюють розслідування смерті Джона Пола, виявляючи суперечності у заявах Грейс. Грейс намагається втекти, але гине в автокатастрофі. |                    |                        |                            |                                |                         |
| 13 | 3                  | «Пропажа»              | Стейсі Грегг               | Карен Коган                    | 20 листопада 2024       |
| Сестри важко переживають смерть Грейс. Урсула зголосилася впізнати її тіло. Сестри сумніваються в розумності спроби вбити Джона Пола. Анжеліка намагається посидіти з сестрами на похоронах Грейс. Зовнішній вигляд Метта Клаффіна привертає увагу різних людей. Іан повертається в кінці похорону, і його допитують детективи. Анжеліка вивідує в горюючої Урсули, і та розповідає, що дала таблетки Грейс у день її смерті. Потім Анжеліка шантажує Урсулу, обіцяючи зберігати мовчання щодо викриття «таблеток». Детективи Лофтус і Хуліхан продовжують розслідування. Єва дізнається, що Грейс зняла 20 000 євро за кілька годин до смерті. Урсула намагається прикрити свою крадіжку таблеток, але їй це не вдається. Токсикологічний звіт Грейс повернувся чистим. Урсула розповідає, що вона сказала Анжеліці. Бланайд приходить відвідати Анжеліку. |                    |                        |                            |                                |                         |
| 14 | 4                  | «Фігурантка»           | Стейсі Грегг               | Малколм Кемпбелл               | 27 листопада 2024       |
| Бека відвідує групу Метта Клаффіна, а також з’являється детектив Хуліхан. Метт каже, що цього разу не прикриватиме Беку. Сестри сперечаються з Анжелікою щодо їхньої віри в те, що Анжеліка шантажувала Грейс. Сестри виношують план увірватися в будинок Анжеліки, поки та в церкві. Бека і Бібі вриваються в будинок Анжеліки. Тим часом, Бланайд починає бійку на своєму матчі по камогі після того, як її образили. Під час бійки Моллі, двоюрідній сестрі Бланейд і доньці Урсули, вибивають два зуби. Бекку спіймала Анжеліка під час спроби втечі, і врешті заарештувала поліція. Детектив Хуліхан виявляє, що сестри були поруч у ніч смерті Джона Пола. Єва запрошує Анжеліку до себе додому. Анжеліка зніме звинувачення, лише якщо сестри дозволять Анжеліці розвіяти прах Грейс. Бека звільняється з-під варти, але не раніше, ніж дізнається, що поліція вважає, що всі сестри причетні до вбивства Джона Пола. Бека розповідає поліції, що Грейс зняла великі суми грошей у день своєї смерті. Бека йде до Метта, де вони коротко цілуються та розмовляють. Джо з’являється в будинку Метта, коли Бека йде. Усі троє сперечаються, і Бека каже Джо, що не може «більше цього робити». Бека знає, що вагітна від Джо, хоча повідомила про це лише Єві. Іан вимагає, щоб Анжеліка залишила сестер Гарві та Бланейд в спокої. |                    |                        |                            |                                |                         |
| 15 | 5                  | «Бум»                  | Стейсі Грегг і Дервла Волш | Алве Кіоган                    | 4 грудня 2024           |
| У свій 50-й день народження Єва зустрічається зі своїм тренером по менопаузі Ейлін. Ейлін каже, що Анжеліка — її нова клієнтка. Детективи розпитують Єву про гроші, які зняла Грейс. Анжеліка вимагає участі Урсули, Бібі та Беки в розвіюванні праху Грейс. Єва не була запрошена. Детектив Хуліхан привозить особисті речі Грейс і далі розпитує Іана. Іан приносить подарунок для Єви. Сестри влаштовують для Єви вечірку-сюрприз до її дня народження. Розвіювання праху Грейс було хитрістю для візиту соціальних служб до Єви. Бланайд відвідує Анжеліку. Анжеліка пізно прибуває на човна для розвіювання попелу. Єва панікує, коли не може знайти Бланейд. Детектив Лофтус проникає в будинок Іана в пошуках зниклих 20 000 євро і знаходить гроші, заховані в черепаховому будиночку. Бланейд повертається додому і ображає Єву. Втішаючи Єву, Іан цілує її. Розвіявши попіл, Анжеліка сперечається з Бібі, Урсулою та Беккою про Бланайд та Іана. Анжеліку випадково збиває в море, і сестри не можуть її дістати. |                    |                        |                            |                                |                         |
| 16 | 6                  | «Хто у воді»           | Джеймс Гріффітс            | Пол Говард                     | 11 грудня 2024          |
| Видно, що тіло Анжеліки плаває у воді. Бібі, Урсула та Бека повертаються в будинок Єви збентежені та пояснюють, що сталося. На жаль, Єва сказала детективу Лофтусу, що Анжеліка шантажувала Грейс щодо смерті Джона Пола. Це дає сестрам мотив для смерті Анжеліки. Іан виявляє кров на вітрильнику та камеру, спрямовану прямо на човен. Ієну вдається отримати запис камери, а сестри зчищають кров з човна. Сумочка Анжеліки разом із мобільним телефоном все ще була на човні. Бібі панікує і викидає телефон, що дзвонить, у гавань. Бека налякана вагітністю, хоча дитина врешті-решт народжується безпечно. Детектив Лофтус розглядає можливість віддати 20 000 євро Грейс своєму шлюборозлучному адвокату для боротьби за опіку. Детектив Хуліхан вважає, що Анжеліка шантажувала Грейс. Роджер приходить до будинку Єви, розпитуючи про Анжеліку, і Ієн проганяє його. Іан хоче поговорити про свій поцілунок з Євою. Бібі знаходить ключі від машини Анжеліки в сумочці, але машину знаходить поліція, перш ніж Бібі встигає щось зробити. Бібі сперечається з Євою на Forty Foot про стосунки Єви з Іаном. Лофтус і Хуліхан не згодні щодо того, що насправді відбувається з сестрами Гарві та їх участі в різноманітних подіях. Єва та Іан знову цілуються і сплять разом. Бібі схвильована останніми подіями, а її дружина задає питання. Єва випадково розповідає Джо про вагітність Беки. Хуліхан розповідає, що знає про неетичне утримання грошей Лофтусом після його дивної поведінки, коли він поклав гроші в мішок для доказів і замкнув його. Лофтус загрожує кар'єрі Хуліхан, якщо вона повідомить про вилучення ним доказів. Бібі запитує Іана про те, хто він насправді.                                                                         |                    |                        |                            |                                |                         |
| 17 | 7                  | «Обирати мудаків»      | Джеймс Гріффітс            | Шерон Горган і Перрі Бальтазар | 18 грудня 2024          |
| Анжеліку знайшли живою, коли та плавала в Ірландському морі. Урсула йде відвідати Анжеліку і вибачитися, але вона реагує погано. Анжеліка нічого не пам'ятає після того, як сіла в човен. Детектив Хуліхан ставиться з підозрою до того, що Урсула знаходиться в лікарні. Анжеліка не може нічого розповісти детективу. Єва дізнається, що Іан забрав усі гроші Бланейд та покинув місто. Єва відчайдушно намагається дізнатися, ким насправді є Іан. За допомогою Джо та Роджера сестри дізнаються, що справжнє ім’я Іана — Кормак, із Тірона. Єва зустрічає дружину Кормака, але заперечує, що знає Кормака/Іана. Детектив Хуліхан критикує Лофтуса в день його відставки. Вона неохоче йде на вечірку Лофтуса з приводу виходу на пенсію і починає критичну промову про нього. Коли Хуліхан бачить присутність дочки Лофтуса, вона раптово припиняє промову. Єва дізнається, що Іан забрав Бланейд зі школи, і вони обоє вдома у Єви. |                    |                        |                            |                                |                         |
| 18 | 8                  | «Неочікуваний поворот» | Джеймс Гріффітс            | Шерон Горган                   | 24 грудня 2024          |
| Бланайд відправляється до будинку друга, щоб Іан і сестри могли посваритися між собою. Іан погрожує сестрам, що всі повірять йому, а не купці «істеричних» жінок. Бланайд повертається, і Урсула везе її на зустріч з двоюрідними братами на машині Іана. Ієн починає особливо образливо ставитися до Грейс і раптово отримує удар по голові важким предметом, через що він сильно спливає кров’ю. Анжеліка вчинила напад. Вона залишається приголомшеною та розгубленою. Хуліхан бачить, як Урсула керує машиною Іана. Вважається, що Іан мертвий. Хуліхан з’являється в будинку Єви, а сестри панікують з приводу того, що їм робити. Хуліхан дізнається, що Іан насправді — Кормак, опальний колишній офіцер поліції та кривдник, і хоче заарештувати його. Її бос категорично відмовляє їй йти за поліцейським. Хуліхан тяжко з цією реальністю. Її мати каже їй, що вона завжди робила те, що «правильно». Сестри збираються скинути тіло Ієна зі скелі, а Анжеліці кажуть повернути Ієнову машину до його дому. Настає хаос. Іан насправді не мертвий, але спотикається з багажника автомобіля Бібі та все одно падає зі скелі. Він ще живий. Викликають швидку допомогу, і сестри тікають з місця події. Анжеліку виявляє Хуліхан і бере під варту. Анжеліка розкриває обставини навколо Ієна. Хуліхан розповідає сестрам, що Ієн, як вона знає, небезпечна людина. Сестри просять Хуліхан допомогти їм. Хуліхан відвідує Іана/Кормака, і він погрожує Хуліхан, коли вона припускає, що йому висунуть звинувачення. Детектив Лофтус заходить в кімнату Ієна і каже, що зробить усе, щоб нашкодити Ієну. Лофтус каже Іану повернути гроші Бланейд і залишити сестер Гарві в спокої. Сестри, їхні половинки та Бланейд прощаються зі сльозами на узбережжі з Грейс. |                    |                        |                            |                                |                         |

## Виробництво

### Розробка
У вересні 2021 року було офіційно оголошено, що Шерон Горган стане співавторкою сценарію, продюсеркою і зіркою серіалу для Apple TV+, розробленого її продюсерською компанією «Merman». Серіал, який мав робочу назву «Смарагд», був адаптацією бельгійського серіалу «Клан». Малін-Сара Гозін, творець Клану, приєдналася до проекту як виконавчий продюсер разом з Бертом Хамелінком і Майклом Саголом для «Belgian Caviar Films». Іншими продюсерами були Фей Дорн і Клелія Маунтфорд для «Merman», а також Бретт Бер і Дейв Фінкель. Серіал був створений в рамках угоди Горган з Apple TV+.

### Кастинг
Спочатку вважалося, що акторський склад включатиме Ассаада Буаба, Ів Г'юсон і Браяна Глісона. Пізніше акторський склад був підтверджений у березні 2022 року: Енн-Марі Дафф, Єва Бертістл, Сара Грін і Г'юсон зніматимуться разом із Горган. Клес Банг, Браян Глісон, Деріл МакКормак, Буаб і Саш Квінн доповнили ансамбль.

### Зйомки

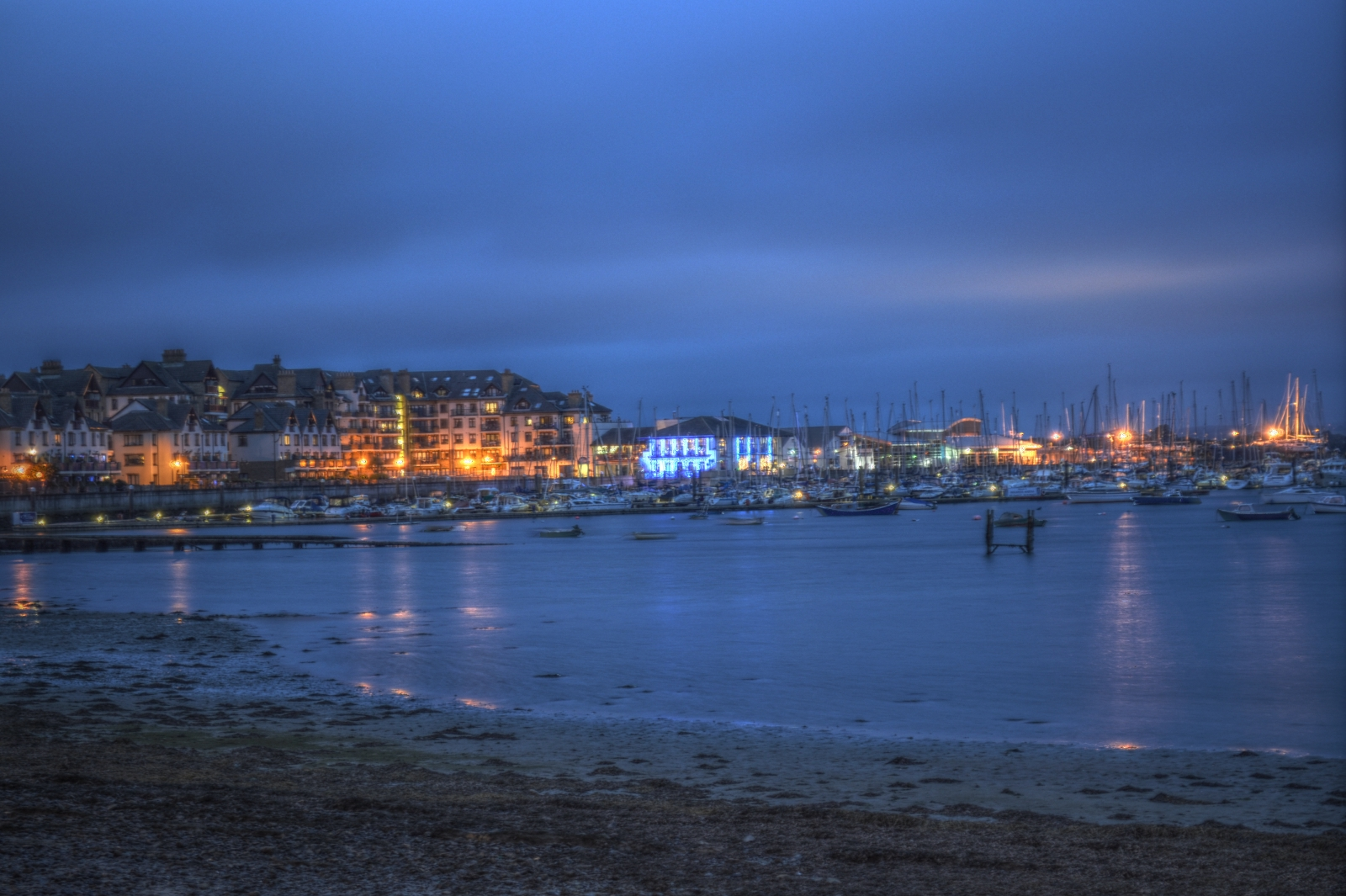
«Malahide Marina Village», місце масажного бізнесу Беки, де Бека та Мет часто зустрічалися.

Основні зйомки першого сезону відбулися у 2021 році. Повідомлялося, що в серпні актори та знімальна група знімали в Дубліні та його околицях, у таких місцях як Сендіков, Форті Фут, Гоут і Малахайд. Вони також знімали в Белфасті.

### Титульна послідовність
Послідовність заголовків зображує фізичну машину в стилі Руба Голдберга, виготовлену з небезпечних предметів і реквізиту з шоу, які передвіщають елементи оповіді в основній сюжетній лінії. Послідовність була здебільшого зроблена вручну, розроблена та сконструйована студією Пітера Андерсона. Музична тема — це кавер на пісню Леонарда Коена «Who by Fire» у виконанні Пі Джей Гарві.

## Сприйняття

### Критика

#### Сезон 1
Веб-сайт агрегатора рецензій Rotten Tomatoes повідомив про 100 % рейтинг схвалення із середнім рейтингом 8,3/10 для першого сезону на основі 61 відгуку критиків. Консенсус критиків веб-сайту гласить: «Темні таємниці — це сімейна справа в „Заради сестри“, неймовірно кумедній таємниці вбивства, яка чудово використовує свій талановитий ансамбль, одночасно демонструючи схильність показового творця та зірки Шерон Горган до солоної теплоти». Metacritic, який використовує середньозважену оцінку, поставив оцінку 79 зі 100 на основі 22 критиків, вказуючи на «загалом схвальні відгуки». IndieWire поставив йому оцінку «B» і каже:
Окрім кількох незначних недоліків, «Заради сестри» встановлюють траєкторію та дотримуються її протягом більшої частини. Як драмедія помилок, «Заради сестри» не завжди здається найновішим чи найелегантнішим виконанням. Але як сімейна вітрина, двигун є для того, щоб забезпечити це шоу через випробування будь-якої тривалості.
Hollywood Reporter назвав його «Веселим, але порожнім» і сказав:
…це трохи дивно — легко пролетіти серіями, але надто їдкий, щоб бути щирим, трохи надто важко, щоб бути забавним, трохи надто кисло, щоб бути просто веселим.
«The Atlantic» назвав його «напівкомічною вбивчою загадкою» і сказав:
Постановка «Заради сестри» навмисно абсурдна, це повернення до безглуздих серіалів, таких як «Відчайдушні домогосподарки» та «Чому жінки вбивають». Легкість, з якою сестри Гарві вирішують убити Джона Пола, і їхня рішучість, коли їхні спроби неодноразово та катастрофічно провалюються, — чиста фантазія.
«Variety» сказав:
У «Заради сестри» йдеться не про таємницю, а про різкий, чуйний погляд на всі стосунки, які заплуталися в такий непереборний вузол.

#### Сезон 2
Для другого сезону веб-сайт агрегатора рецензій Rotten Tomatoes повідомив про 80 % схвалення із середнім рейтингом 6,9/10 на основі 35 рецензій критиків. Консенсус критиків веб-сайту гласить: «Повернення „Заради сестри“ не може не здатися занадто хорошим, але жива динаміка між цими видатними виконавцями продовжує приносити дивіденди, привабливі до перегляду». Metacritic, який використовує середньозважену оцінку, присвоїв оцінку 72 зі 100 на основі 17 критиків, вказуючи на «загалом схвальні відгуки».

### Нагороди і номінації
| Рік  | Нагорода                                                    | Категорія                                                                 | Номінант(-и)                                                                 | Результат    | Прим.         |
| ---- | ----------------------------------------------------------- | ------------------------------------------------------------------------- | ---------------------------------------------------------------------------- | ------------ | ------------- |
| 2023 | Премія Пібоді                                               | Розваги                                                                   | Заради сестри                                                                | Перемога     | [ 21 ]        |
| 2023 | Кінопремія «Вибір критиків»                                 | Найкращий драматичний серіал                                              | Заради сестри                                                                | Номінація    | [ 22 ]        |
| 2023 | Кінопремія «Вибір критиків»                                 | Найкраща жіноча роль у драматичному серіалі                               | Шерон Горган                                                                 | Номінація    | [ 22 ]        |
| 2023 | Премія Гільдії сценаристів Америки                          | Нові серіали                                                              | Бретт Бер, Дейв Фінкель і Шерон Горган                                       | Номінація    | [ 23 ]        |
| 2023 | Премія Гільдії сценаристів Америки                          | Епізодична драма                                                          | Шерон Горган, Дейв Фінкель і Бретт Бер (за "Мудак")                          | Номінація    | [ 23 ]        |
| 2023 | Нагорода Королівського телевізійного товариства за програму | Сценарист — драма                                                         | Шерон Горган                                                                 | Номінація    | [ 24 ]        |
| 2023 | Премія БАФТА у телебаченні                                  | Найкращий драматичний серіал                                              | Шерон Горган, Дервла Волш, Фей Дорн, Бретт Бер, Дейв Фінкель, Йоганн Кнобель | Перемога     | [ 25 ]        |
| 2023 | Премія БАФТА у телебаченні                                  | Найкраща жіноча роль другого плану                                        | Енн-Марі Дафф                                                                | Перемога     | [ 25 ]        |
| 2023 | Премія Британської академії телевізійної майстерності       | Найкраща режисура: фікшн                                                  | Дервла Волш                                                                  | Номінація    | [ 25 ]        |
| 2023 | Премія Британської академії телевізійної майстерності       | Найкращий кастинг у сценарії                                              | Ніна Голд, Люсі Амос                                                         | Номінація    | [ 25 ]        |
| 2023 | Премія Британської академії телевізійної майстерності       | Найкращі титри та графічна ідентичність                                   | Студія Пітера Андерсона                                                      | Перемога     | [ 25 ]        |
| 2023 | Телевізійна нагорода Асоціації критиків Голлівуду           | Найкращий стрімінговий серіал, драма                                      | Заради сестри                                                                | Номінація    | [ 26 ]        |
| 2023 | Телевізійна нагорода Асоціації критиків Голлівуду           | Найкраща жіноча роль у стрімінговому серіалі, драма                       | Шерон Горган                                                                 | Номінація    | [ 26 ]        |
| 2023 | Телевізійна нагорода Асоціації критиків Голлівуду           | Найкраща жіноча роль другого плану в стрімінговому серіалі, драма         | Енн-Марі Дафф                                                                | Номінація    | [ 26 ]        |
| 2023 | Телевізійна нагорода Асоціації критиків Голлівуду           | Найкраща жіноча роль другого плану в стрімінговому серіалі, драма         | Ів Г'юсон                                                                    | Номінація    | [ 26 ]        |
| 2023 | Astra Creative Arts TV Awards                               | Найкращий акторський склад у драматичному серіалі                         | Заради сестри                                                                | Номінація    | [ 26 ]        |
| 2023 | Ірландська кіно- та телевізійна премія                      | Телевізійна драма                                                         | Заради сестри                                                                | Перемога     | [ 27 ]        |
| 2023 | Ірландська кіно- та телевізійна премія                      | Режисер — теледрама                                                       | Дервла Волш                                                                  | Перемога     | [ 27 ]        |
| 2023 | Ірландська кіно- та телевізійна премія                      | Сценарій — теледрама                                                      | Шерон Горган                                                                 | Номінація    | [ 27 ]        |
| 2023 | Ірландська кіно- та телевізійна премія                      | Актриса телевізійної драми                                                | Шерон Горган                                                                 | Перемога     | [ 27 ]        |
| 2023 | Ірландська кіно- та телевізійна премія                      | Актор другого плану — телевізійна драма                                   | Браян Глісон                                                                 | Номінація    | [ 27 ]        |
| 2023 | Ірландська кіно- та телевізійна премія                      | Актор другого плану — телевізійна драма                                   | Деріл МакКормак                                                              | Номінація    | [ 27 ]        |
| 2023 | Ірландська кіно- та телевізійна премія                      | Актор другого плану — телевізійна драма                                   | Майкл Смайлі                                                                 | Номінація    | [ 27 ]        |
| 2023 | Ірландська кіно- та телевізійна премія                      | Актриса другого плану — теледрама                                         | Єва Бертістл                                                                 | Номінація    | [ 27 ]        |
| 2023 | Ірландська кіно- та телевізійна премія                      | Актриса другого плану — теледрама                                         | Енн-Марі Дафф                                                                | Перемога     | [ 27 ]        |
| 2023 | Ірландська кіно- та телевізійна премія                      | Актриса другого плану — теледрама                                         | Ів Г'юсон                                                                    | Номінація    | [ 27 ]        |
| 2023 | Ірландська кіно- та телевізійна премія                      | Актриса другого плану — теледрама                                         | Сара Грін                                                                    | Номінація    | [ 27 ]        |
| 2023 | Ірландська кіно- та телевізійна премія                      | Художник-постановник                                                      | Марк Гераті                                                                  | Номінація    | [ 27 ]        |
| 2023 | Нагорода Айвора Новелло                                     | Найкращий телевізійний саундтрек                                          | Пі Джей Гарві і Тім Філліпс                                                  | Номінація    | [ 28 ]        |
| 2024 | Премія «Artios»                                             | Видатні досягнення в кастингу — пілот телевізійної драми або перший сезон | Ніна Голд                                                                    | Номінація    | [ 29 ] [ 30 ] |
| 2024 | Еммі                                                        | Найкраща жіноча роль у драматичному телесеріалі                           | Шерон Горган                                                                 | Номінація    | [ 31 ]        |
| 2024 | Еммі                                                        | Видатна режисура драматичного серіалу                                     | Дервла Волш (за "Мудак")                                                     | Номінація    | [ 31 ]        |
| 2024 | Еммі                                                        | Видатний сценарій драматичного серіалу                                    | Шерон Горган, Дейв Фінкель і Бретт Бер ("Мудак")                             | Номінація    | [ 31 ]        |
| 2024 | Еммі в галузі творчих мистецтв                              | Найкращий акторський склад у драматичному серіалі                         | Ніна Голд і Люсі Амос                                                        | Номінація    | [ 31 ]        |
| 2025 | Премія «Вибір критиків»                                     | Найкраща жіноча роль другого плану в драматичному серіалі                 | Фіона Шоу                                                                    | В очікуванні | [ 32 ]        |